# Ilia Frolov
Ilia Mikhaïlovitch Frolov (russe : Илья Михайлович Фролов), né le 4 avril 1984 à Kouïbychev (RSFS de Russie), est un athlète russe.

## Palmarès
| Discipline/Année                         | 2006 | 2007 | 2008 | 2009 | 2010 | 2011 | 2012 | 2013 | 2014 |
| ---------------------------------------- | ---- | ---- | ---- | ---- | ---- | ---- | ---- | ---- | ---- |
| Jeux olympiques Individuel               | -    | -    | 20   | -    | -    | -    | -    | -    | -    |
| Championnats du monde seniors Individuel | -    | 2    | 1    | -    | -    | -    | -    | -    | 10e  |
| Championnats du monde seniors Équipe     | -    | -    | 1    | -    | -    | 1    | 2    | -    | -    |
| Championnats du monde seniors Relais     | -    | -    | -    | -    | 3    | -    | -    | -    | -    |
| Coupe du monde seniors Individuel        | -    | -    | -    | -    | 2    | -    | 1    | -    | -    |
| Championnats d'Europe seniors Individuel | -    | -    | 2    | 2    | -    | -    | 4    | -    | -    |
| Championnats d'Europe seniors Équipe     | 3    | 1    | 1    | -    | -    | 1    | 1    | -    | -    |
| Championnats d'Europe seniors Relais     | -    | -    | -    | -    | -    | -    | 1    | -    | -    |

Ce palmarès n'est pas complet